# Mesomyia callosa
Mesomyia callosa är en tvåvingeart som först beskrevs av Ricardo 1920.  Mesomyia callosa ingår i släktet Mesomyia och familjen bromsar. Inga underarter finns listade i Catalogue of Life.